# Copa Generalitat d'hoquei sobre patins masculina
|  | Aquest article és sobre la competició masculina. Per a la competició femenina, vegeu Copa Generalitat d'hoquei sobre patins femenina |

La Copa Generalitat d'hoquei sobre patins masculina és una competició esportiva de clubs d'hoquei sobre patins catalans, creada la temporada 2009-10. La Federació Catalana de Patinatge l'organitza cada any. Hi participen els quatre primers equips classificats a la primera volta de la Primera Divisió Catalana d'hoquei sobre patins. Tanmateix durant les últimes temporades, al haver-hi dos grups a la Primera Catalana, hi competeixen els dos primers de cadascun dels grups. Els equips participants disputen una final a quatre en una seu neutral, normalment al mes de gener, que determina el campió del torneig. Els darrers anys la competició ha sigut retransmesa en directe per la plataforma Xala! i per les televisions locals.
Els dominadors de la competició són el Futbol Club Barcelona i el Club Hoquei Caldes, amb dos títols cadascun.

## Historial
| En negreta = Equip guanyador (1) = Nombre de campionats (prò.) = Pròrroga (dir.) = Faltes directes Nota: Noms dels equips segons l'època |

| Edició                                                                     | Temporada | Data       | Guanyador                 | Resultat        | Finalista      | Seu                                                   | refs   |
| -------------------------------------------------------------------------- | --------- | ---------- | ------------------------- | --------------- | -------------- | ----------------------------------------------------- | ------ |
| I                                                                          | 2009-10   | 31-01-2010 | CP Masies de Voltregà (1) | 4-2             | CP Manlleu     | Pavelló Municipal d'Esports, Manlleu                  | [ 4 ]  |
| II                                                                         | 2010-11   | 30-01-2011 | FC Barcelona B (1)        | 5-1             | GEiEG B        | Pavelló Parroquial, Tordera                           |        |
| III                                                                        | 2011-12   | 04-02-2012 | FC Barcelona B (2)        | 3-2             | CP Vic B       | Pavelló Olímpic de Vic                                |        |
| IV                                                                         | 2012-13   | 03-02-2013 | CH Caldes (1)             | 3-2 (pro.)      | CH Mataró B    | Pavelló Municipal de Cirera, Mataró                   |        |
| V                                                                          | 2013-14   | 01-02-2014 | CP Taradell (1)           | 4-3             | CH Caldes      | Pavelló d'Esports El Pujoló, Taradell                 | [ 5 ]  |
| VI                                                                         | 2014-15   | 31-01-2015 | Girona CH (1)             | 5-4             | CH Palafrugell | Pavelló Municipal d'Esports, Tona                     | [ 6 ]  |
| VII                                                                        | 2015-16   | 24-01-2016 | HC Alpicat (1)            | 5-5 (dir.)      | CP Taradell    | Pavelló del HC Alpicat, Alpicat                       |        |
| VIII                                                                       | 2016-17   | 28-01-2017 | HP Tona (1)               | 4-4 (2-0, dir.) | CE Noia B      | Pavelló Olímpic de l'Ateneu Agrícola                  | [ 7 ]  |
| IX                                                                         | 2017-18   | 18-02-2018 | CH Caldes B (2)           | 6-6 (3-2, dir.) | CP Manlleu B   | Pavelló Oliveras de la Riva, Sant Hipòlit de Voltregà | [ 8 ]  |
| X                                                                          | 2018-19   | 10-02-2019 | HC Piera (1)              | 2-1             | HC Sentmenat   | Pavelló Les Comes, Igualada                           | [ 9 ]  |
| XI                                                                         | 2019-20   | 12-01-2020 | Capellades HC (1)         | 5-2             | HP Tona        | Pavelló Poliesportiu Municipal, Capellades            | [ 10 ] |
| No es disputà la temporada 2020-21 pel risc públic de contagi del COVID-19 |           |            |                           |                 |                |                                                       |        |
| XII                                                                        | 2021-22   | 06-02-2022 | Cerdanyola CH (1)         | 3-2             | Igualada HC B  | Pavelló de les IEM, Martorell                         | [ 11 ] |
| XIII                                                                       | 2022-23   | 12-02-2023 | Igualada HC (1)           | 4-1             | Reus Virginias | Pavelló Poliesportiu Municipal, Piera                 | [ 12 ] |
| XIV                                                                        | 2023-24   | 11-02-2024 | CP Sant Celoni (1)        | 3-1             | FC Barcelona C | Pavelló de Can Violí, La Garriga                      | [ 13 ] |

## Palmarès
| Equip                                | Campió | Subcampió | Finals | Anys campió      | Anys subcampió   |
| ------------------------------------ | ------ | --------- | ------ | ---------------- | ---------------- |
| Club Hoquei Caldes                   | 2      | 1         | 3      | 2012-13, 2017-18 | 2013-14          |
| Futbol Club Barcelona                | 2      | 1         | 3      | 2010-11, 2011-12 | 2023-24          |
| Club Patí Taradell                   | 1      | 1         | 2      | 2013-14          | 2015-16          |
| Hoquei Patins Tona                   | 1      | 1         | 2      | 2016-17          | 2019-20          |
| Igualada Hoquei Club                 | 1      | 1         | 2      | 2022-23          | 2021-22          |
| Club Patí Masies de Voltregà         | 1      | 0         | 1      | 2009-10          | —                |
| Girona Club Hoquei                   | 1      | 0         | 1      | 2014-15          | —                |
| Hoquei Club Alpicat                  | 1      | 0         | 1      | 2015-16          | —                |
| Hoquei Club Piera                    | 1      | 0         | 1      | 2018-19          | —                |
| Capellades Hoquei Club               | 1      | 0         | 1      | 2019-20          | —                |
| Cerdanyola Club Hoquei               | 1      | 0         | 1      | 2021-22          | —                |
| Club Patí Sant Celoni                | 1      | 0         | 1      | 2023-24          | —                |
| Club Patí Manlleu                    | 0      | 2         | 2      | —                | 2009-10, 2017-18 |
| Grup Excursionista i Esportiu Gironí | 0      | 1         | 1      | —                | 2010-11          |
| Club Patí Vic                        | 0      | 1         | 1      | —                | 2011-12          |
| Club Hoquei Mataró                   | 0      | 1         | 1      | —                | 2012-13          |
| Club Hoquei Palafrugell              | 0      | 1         | 1      | —                | 2014-15          |
| Club Esportiu Noia                   | 0      | 1         | 1      | —                | 2016-17          |
| Hoquei Club Sentmenat                | 0      | 1         | 1      | —                | 2018-19          |
| Reus Deportiu                        | 0      | 1         | 1      | —                | 2022-23          |